# 해제 (계약)
해제(解除)란 일단 유효하게 성립한 계약을 소급하여 소멸시키는 일방적인 의사표시를 말한다.(대한민국 민법 제543조) 이로써 계약관계를 해소시켜 처음부터 계약이 없었던 것과 같은 원상으로 돌리는 것이다(제548조).
따라서 해제를 하면 계약으로부터 생긴 채권 채무가 아직 이행되지 아니한 때에는 그 채권채무는 소멸하고 당사자는 그 이행을 청구할 수 없게 된다. 또 만약 이미 이행된 후라면 그 이행은 채권 채무가 없는 데에도 불구하고 이행한 것이 되므로 서로 반환하지 않으면 안 되게 된다. 또한 해제의 의사표시는 철회하지 못한다(543조 2항).
계약의 해제는 당사자의 합의 또는 법정(法定) 해제사유가 발생해야만 가능하나 해약금의 교부가 있으면 다른 약정이 없는 한 교부자 또는 수령자는 당사자 일방이 이행에 착수하기 전에는 언제든지 계약을 해제할 수 있다. 민법은 "계약의 당사자 일방이 계약 당시에 금전 기타 물건을 계약금·보증금(保證金) 등의 명목으로 상대방에게 교부한 때에는 당사자간에 다른 약정이 없는 한 당사자 일방이 이행에 착수할 때까지 교부자는 이를 포기하고, 수령자는 그 배액을 상환하여 매매계약을 해제할 수 있다(대한민국 민법 제565조 1항)"고 규정하여 계약금은 원칙적으로 해약금의 성질을 갖는 것으로 정하고 있다.

## 서설

### 해제권의 모습
당사자에 의하여 형성된 계약관계가 해제되기 위해서는 해제의 의사표시를 하는 당사자에게 정당한 해제"권"이 발생되어야 한다. 여기에는 법정해제권과 약정해제권이 있다. 후자는 당사자가 계약으로 해제권의 발생원인과 그 효과를 미리 유보하는 경우로서 그 행사 및 효과는 법정해제와 다를 바 없으나, 약정에 의한 특약이 있으면 그 특약이 우선한다. 전자는 법률의 규정에 의해 발생한다. 법정해제권은 모든 계약에 있어서 채무불이행을 원인으로 발생하는 것이 일반적이지만(민법 제544조 ~ 제546조), 각종 계약에 있어서 특수한 원인(증여: 제556조, 제557조, 매매 : 제570조 ~ 제578조, 도급 : 제668조 ~ 제670조)으로 발생하기도 한다. :1219

## 약정해제권
계약당사자 일방의 의사에 의하여 행하여지는 해제로서, 그 해제권 발생의 원인이 당사자의 계약에 기하는 것을 약정해제권(約定解除權)이라 한다. 그 적절한 예로서는 매매계약에서 볼 수 있는 계약금(契約金)이 있고 특히 부동산 매매에서의 환매(還買) 등이 있다. 예컨대 A로부터 3천원에 가방을 사는 계약을 체결한 B가 계약금으로 300원을 A에게 건넸다고 하면 매수인 B는 300원을 포기함으로써 또는 매도인 A가 배액인 600원을 B에게 상환함으로써 그 매매계약을 해제할 수 있다(565조). 혹은 A가 300만원의 금전 때문에 자기 집을 파는 계약을 B와 체결한 경우, 10년 후에 환매하기로 특약을 맺어 놓았다고 한다면 매도인 A는 대금 300만원과 비용을 매수인 B에게 반환하여 매매계약을 해제할 수가 있다(590조-595조).

## 법정해제권
오늘날에는 약정해제권보다도 법률의 규정에 의하여 발생하는 법정해제권(法定解除權) 쪽이 더욱 중요성을 띠고 있다. 그리고 어떤 종류의 계약에서는 각기 개별적으로 해제규정이 설정되어 있는데(매매에서는 570조, 578조, 580조, 도급에서는 668조, 673조 등) 대체로 계약 당사자의 일방은 상대방에게 채무 불이행이 있으면 해제권의 행사를 법률에 의하여 인정받는다고 할 수 있을 것이다. 예컨대 가방의 매매의 매도인에게 '이행지체'가 있으면 매수인은 상당한 기간을 정해서 이행을 최고하고 그 기간이 경과해도 가방이 도착하지 않으면 비로소 해제의 의사표시를 할 수가 있다(544조). 그러나 매수인 측에서도 대금채무의 제공을 해놓지 않으면 매도인으로부터 동시이행의 항변권을 받는다는 것을 주의해야 한다. 또한 가방은 대소(大小)가 한 조(組)로 된 것임에도 불구하고 큰 가방을 매도인이 다른 데 매각했기 때문에 '이행불능'이 되었다면 매수인은 큰 가방에 대하여는 최고 없이 해제할 수 있으며 작은 가방만으로는 소용이 안 되므로 대소(大小) 모두 해제할 수 있다(546조). 또한 대소 두 개가 모두 도착은 했으나 이른바 '불완전 이행'으로서 조악(粗惡)한 재료를 사용했기 때문에 쓸 수 없으며, 더욱이 양질(良質) 재료는 이미 품절인 경우, 추완불능(追完不能)으로서 이행불능의 경우에 준한 해제, 조악한 부분은 금속장식만으로써 교환이 가능하면 추완가능으로 이행지체의 경우에 준한 해제가 된다.

## 정기행위의 해제권
정기행위의 경우에는, 매수인은 이행기가 경과하면 최고하지 않고 곧 해제할 수 있다(545조).

## 해제의 효과
예컨대 가방의 매매에서 매도인의 과실로 가방을 인도하는 채무가 불이행이 되면 매수인은 이행의 청구와 손해배상의 청구를 할 수 있다. 그러나 이 경우에는 매수인의 대금채무도 이행되지 않으면 안되므로 대금채무를 면하려 하면 매수인은 해제하면 된다. 그렇게 하고도 손해배상을 받을 수 있다(551조).

## 해제의 소급효 (해약)
가방의 매매계약을 매수인이 해제했다고 한다면 해제의 효력은 매매계약 당시까지 소급해서 매수인의 대금채무도 소멸한다(遡及效). 또한 매도인의 인도채무도 소멸한다. 따라서 만약 대금의 지급이 아직 되지 않았다면 매수인은 그대로 지급하지 않아도 되며, 이미 지급했으면 대금의 반환을 청구할 수 있다. 반대로 매수인의 대금채무가 불이행 등으로 매도인이 해제하고, 이미 가방의 인도가 끝났을 경우에는 매도인은 가방의 반환을 청구할 수 있다.

## 해제에 의한 원상회복
해제권이 행사되면 지금까지의 계약 당사자는 각각 원상회복(原狀回復) 의무를 진다(548조 1항). 해제의 결과 각 당사자의 채무는 어느 것이나 다 소멸(消滅)하므로 가령 가방의 매도인이 대금을 수령하고 있거나 매수인이 가방의 인도를 받고 있어도 그것들은 원인이 결여된 부당한 이득으로서 반환되어야 한다(741조). 통설(通說)은 이와 같이 해제에 의한 원상회복 의무를 설명하고 있다. 다만 반환의 범위는 부당이득(不當利得)의 경우와 같은 현존이익(741조)에 그치지 않고 수령한 대금의 일부를 선의로 소비했어도 전액은 물론 수령한 때로부터의 이자까지도 가산하여 반환하여야 한다(548조 2항). 또 매수인이 인도를 받은 가방을 매도인으로부터 해제당하기 전에 이미 제3자에게 매각하여 제3자에게 인도까지 끝냈을 경우(199조 참조) 해제가 있어도 그 제3자의 소유권은 침해받지 않는다(548조 1항). 따라서 매수인의 원상회복 의무는 현물반환이 불능이기 때문에 금전배상 의무로 변경되는 것이다. 또한 만약 늦게 도착되어 여행에 필요 없이 된 여행용 가방을 매수인이 훼손하거나 가공 또는 개조한 경우에는 매수인의 해제권은 소멸한다(553조).

## 해제권의 불가분성
수탁자만 수인 공동으로 되어 있는 신탁계약 해지의 의사표시가 그 일부에 대하여 이루어졌을 때에는 해제권의 불가분에 관한 민법 제547조의 규정은 적용되지 않는다.
수탁자의 사망으로 인하여 수탁자의 지위가 공동상속되었을 때 신탁해지의 의사표시가 그 공동상속인 일부에게만 이루어졌다면 신탁해지의 효과는 그 일부 상속인에게만 발생하는 것이고 이때에는 해제권의 불가분에 관한 민법 제547조의 규정은 그 적용이 없다.

## 신의칙 위반여부
- 계약의 해제권은 일종의 형성권으로서 당사자의 일방에 의한 계약해제의 의사표시가 있으면 그 효과로서 새로운 법률관계가 발생하고 각 당사자는 그에 구속되는 것이므로, 일방 당사자의 계약위반을 이유로 한 상대방의 계약해제 의사표시에 의하여 계약이 해제되었음에도 상대방이 계약이 존속함을 전제로 계약상 의무의 이행을 구하는 경우 계약을 위반한 당사자도 당해 계약이 상대방의 해제로 소멸되었음을 들어 그 이행을 거절할 수 있는 것이고, 다른 특별한 사정이 없는 한 그러한 주장이 신의칙이나 금반언의 원칙에 위배된다고 할 수도 없는 것이다.[11]
- 이른바 사정변경으로 인한 계약해제는, 계약성립 당시 당사자가 예견할 수 없었던 현저한 사정의 변경이 발생하였고 그러한 사정의 변경이 해제권을 취득하는 당사자에게 책임 없는 사유로 생긴 것으로서, 계약내용대로의 구속력을 인정한다면 신의칙에 현저히 반하는 결과가 생기는 경우에 계약준수 원칙의 예외로서 인정되는 것이고, 여기에서 말하는 사정이라 함은 계약의 기초가 되었던 객관적인 사정으로서, 일방당사자의 주관적 또는 개인적인 사정을 의미하는 것은 아니다. 또한, 계약의 성립에 기초가 되지 아니한 사정이 그 후 변경되어 일방당사자가 계약 당시 의도한 계약목적을 달성할 수 없게 됨으로써 손해를 입게 되었다 하더라도 특별한 사정이 없는 한 그 계약내용의 효력을 그대로 유지하는 것이 신의칙에 반한다고 볼 수도 없다.

## 영어 번역
한국 민법에서는 계약의 해제와 해지를 구별하므로, 이를 영어로는 각각 Rescission과 Rescission for the Future로 구별하여 사용한다. 일본 민법에서는 해지라는 개념이 존재하지 않으며  cancellation(해제), cancel (해제하다)라는 용어를 쓰고, 중국 계약법에서도 해지라는 개념이 존재하지 않으며 termination(해제), terminate(해제한다)라는 용어를 사용한다.